# Domašov nad Bystřicí
Domašov nad Bystřicí är en ort i Tjeckien.   Den ligger i regionen Olomouc, i den östra delen av landet, 220 km öster om huvudstaden Prag. Domašov nad Bystřicí ligger 503 meter över havet och antalet invånare är 482.
Terrängen runt Domašov nad Bystřicí är platt åt nordost, men åt sydväst är den kuperad. Domašov nad Bystřicí ligger nere i en dal. Runt Domašov nad Bystřicí är det ganska tätbefolkat, med 75 invånare per kvadratkilometer. Närmaste större samhälle är Šternberk, 10,6 km väster om Domašov nad Bystřicí. I omgivningarna runt Domašov nad Bystřicí växer i huvudsak blandskog.